# Санта-Маргерита-Лігуре
Санта-Маргерита-Лігуре, Санта-Марґерита-Ліґуре (італ. Santa Margherita Ligure, ліг. Santa Margaita) — муніципалітет в Італії, у регіоні Лігурія,  метрополійне місто Генуя.
Санта-Маргерита-Лігуре розташована на відстані близько 380 км на північний захід від Рима, 24 км на схід від Генуї.
Населення — 9464 особи (2014).

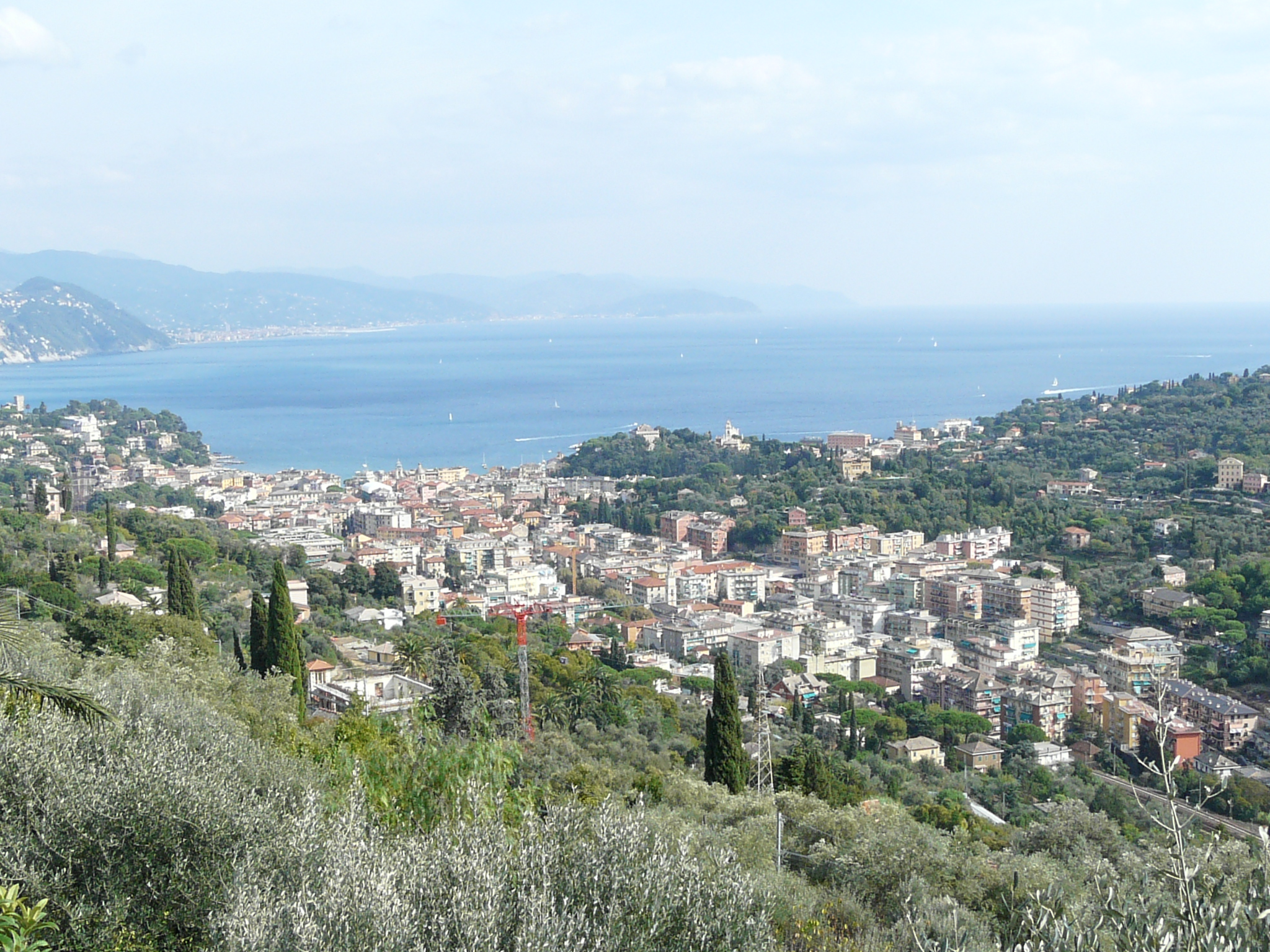

Щорічний фестиваль відбувається 20 липня. Покровитель — Santa Margherita d'Antiochia.

## Демографія
Населення за роками:

Станом на 1 січня 2023 року в муніципалітеті офіційно проживав 651 іноземець з 66 країн, серед них 149 громадян країн Євросоюзу та 51 громадянин України.

## Сусідні муніципалітети
- Камольї
- Портофіно
- Рапалло